# Aborcja w Azerbejdżanie
Aborcja w Azerbejdżanie – ogół regulacji i praktyk związanych z zabiegiem aborcji w Azerbejdżanie.

## Prawodawstwo
Jak inne byłe republiki sowieckie, Azerbejdżan posiadał liberalne prawo aborcyjne, wprowadzone przez ZSRR. Zgodnie z nim, aborcja przeprowadzana na podstawie decyzji kobiety była dostępna do 12. tygodnia ciąży od czasu wyroku Sądu Najwyższego ZSRR z 1955 r. W 1987 r. minister zdrowia ZSRR zaaprobował aborcję próżniową do 12. tygodnia, a dodatkowe regulacje dopuszczały indukowanie aborcji do 28. tygodnia w medycznie lub społecznie uzasadnionych przypadkach.
Obecnie (2023), zgodnie z ustawą z 1997 r. o opiece zdrowotnej ludności, aborcja jest dostępna na podstawie samodzielnej decyzji kobiety do 12. tygodnia ciąży. Do 22. tygodnia aborcja jest dopuszczalna w przypadkach uzasadnionych socjo-ekonomicznie, a w przypadkach uzasadnionych medycznie, także w późniejszym okresie. Istnieje katalog przypadków uzasadnionych medycznie i socjo-ekonomicznie.
W ustawie z 2008 r. o ochronie zdrowia reprodukcyjnego i praw reprodukcyjnych ludności, powtórzono zapisy o dopuszczalności aborcji do 12. tygodnia ciąży i dopuszczalności jej do 22. tygodnia w przypadkach uzasadnionych socjo-ekonomicznie oraz podtrzymano istnienie katalogu uzasadnionych przypadków. Zabronione jest wykonywanie aborcji wyłącznie z powodu płci płodu. W przypadku kobiet niepełnoletnich, zgodę na zabieg muszą wyrazić rodzice lub opiekun prawny.

## Statystyki
W oficjalnych statystykach zauważalna jest tendencja do wzrostu liczby zabiegów, jednak oficjalne dane są niekompletne. Współczynnik aborcji kształtuje się na poziomie 7,8-8,1 na 1000 kobiet w wieku 15-49, co jest jednym z najwyższych wyników wśród państw europejskiego regionu WHO.
Dane Ministerstwa Zdrowia Azerbejdżanu (2008):
- całkowita liczba aborcji: 14987
- aborcje spontaniczne: 3761
- indukowane aborcje: 10436
- z przyczyn medycznych: 527
- z powodu przestępstwa: 2
- powody nieznane:: 261
- do 12. tygodnia: 11456
- w 22.-28. tygodniu: 886